# وليام تويد
وليام تويد (بالإنجليزية:William Magear Tweed) ، زعيم سياسي أمريكي وملياردير سابق، من مواليد 3 أبريل 1823 ، وتوفي في سجن شارع لودلو بتاريخ 12 أبريل 1878 ، ودفن في مقبرة وود بروكلين ، كان زعيماً سياسياً للطبقة الغنية، ويملك ثلث أراضي مدينة نيويورك الأمريكية.

## وصلات خارجية
- وليام تويد على موقع الموسوعة البريطانية (الإنجليزية)
- وليام تويد على موقع إن إن دي بي (الإنجليزية)
- وليام تويد على موقع فايند أغريف